# Chiococca petrina
Chiococca petrina là một loài thực vật có hoa trong họ Thiến thảo. Loài này được Wiggins mô tả khoa học đầu tiên năm 1940.